# Adrienne von Pötting
Adrienne von Pötting, também conhecida como Condessa Adrienne Gräfin von Pötting (Chrudim, 22 de abril de 1856 – Opatija, 26 de fevereiro de 1909) foi uma pintora austríaca especialista em retratos, pinturas de gênero e paisagens.

## Biografia
Adrienne nasceu em 1856, em Chrudim, hoje na Áustria. Seu pai era o Conde Norbert Graf von Pötting und Persing, camareiro do gabinete do governador em Viena, e sua mãe a Condessa Cajetana Chorinsky von Ledske, natural de Praga. Seu irmão Norbert era promotor público e sua irmã mais velha, Hedwig von Pötting, era amiga e secretária de Bertha von Suttner.
Desde muito pequena sua mãe dizia que Adrienne estava "destinada à pintura". Foi aluna de Karl von Blaas em Viena, Hans Canon em Praga e Carlo Frithjof Smith em Munique. Depois disso, passou a morar permanentemente em Viena. Em 1887 ela recebeu uma bolsa de estudos do estado austríaco. Retratou vários membros da família imperial austríaca, a aristocracia e a sociedade vienense.
Foi membro da Associação de Escritores e Artistas, da Associação para a Disseminação do Conhecimento Científico de Viena e, com sua irmã, da Sociedade Austríaca da Paz. Sua fama no exterior foi baseada em especial em pinturas de gênero.
Na Exposição Universal de 1893, sua pintura Mignons Ende (1890) foi uma sensação e levou à reprodução em várias revistas Alemanha e na Inglaterra. Expôs seus trabalhos em várias galerias em Viena, Praga, Brno, Munique e Londres. Em 1897, ilustrou o livro que sua irmã havia escrito, uma edição juvenil de Die Waffen Nieder!, de Bertha von Suttner.

## Morte
Adrienne morreu em 26 de fevereiro de 1909, em Opatija, hoje na Croácia, aos 52 anos.

## Galeria

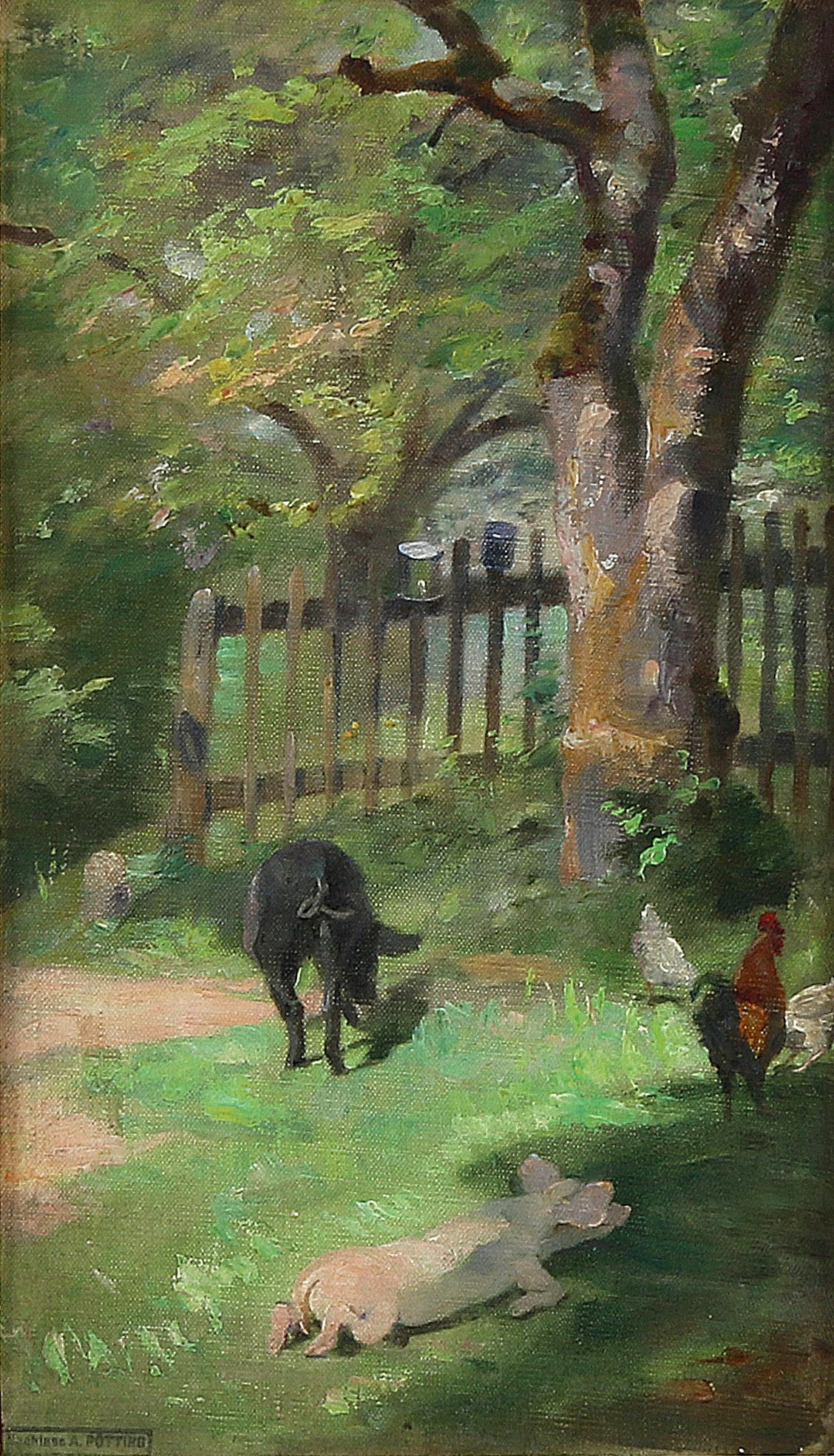
Federvieh und Schweine, 1909
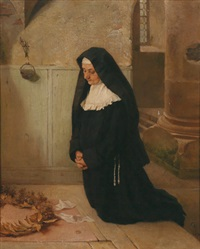
Von Der Jahrestag, 1891
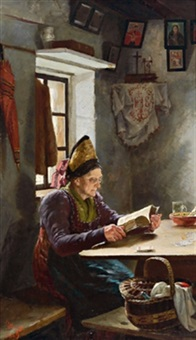
In der Stube 1889
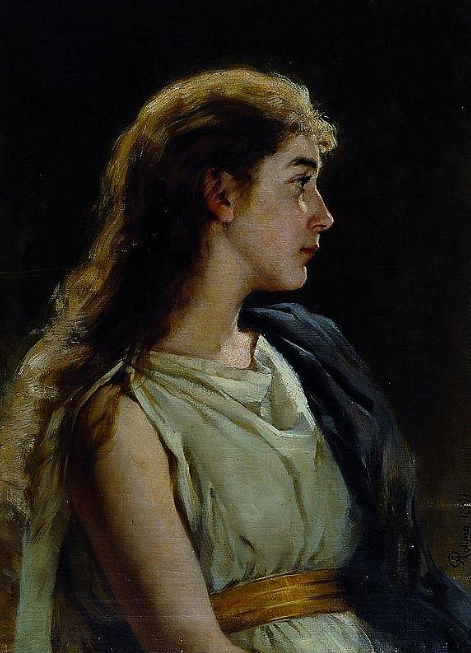
Junge Frau, 1909
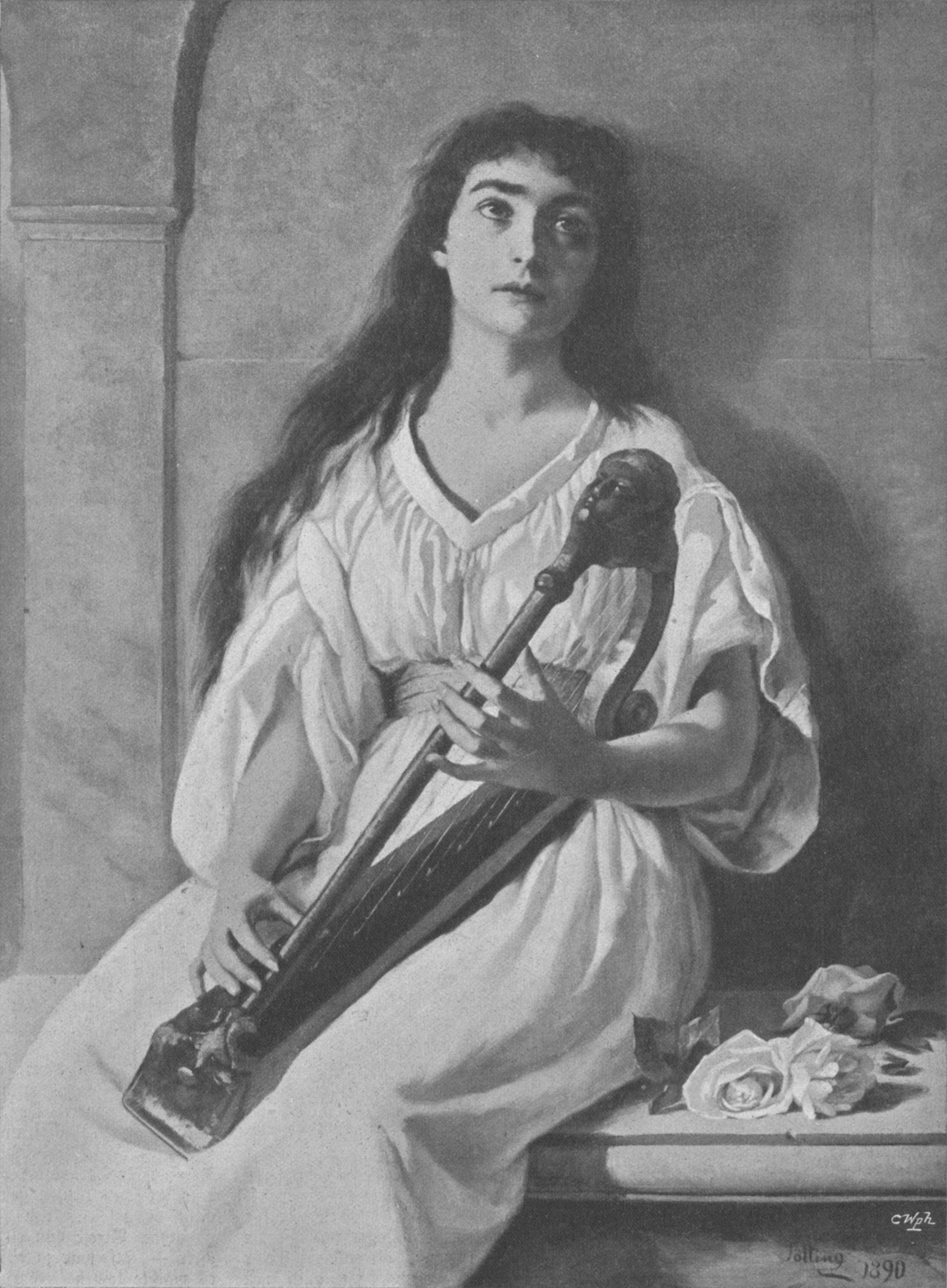
Mignon, 1902